# دوريس لي
دوريس لي (بالإنجليزية: Doris Lee)‏ (و. 1905 – 1983 م) هي رسامة من الولايات المتحدة الأمريكية ولدت في ألدو.

## روابط خارجية
- دوريس لي على موقع ديسكوغز (الإنجليزية)